# Pantalla Latina

Logo des Festivals

Pantalla Latina ist ein Festival des lateinamerikanischen Films in St. Gallen, das seit 2009 jedes Jahr im November stattfindet. Die Pantalla (Leinwand) zeigt aktuelle Kino- und Kurzfilme aus Lateinamerika in Originalversion und zum ersten Mal in der Ostschweiz. Ins Programm werden Dokumentarfilme, Komödien und Dramen aufgenommen, aber auch brisante Filme, die einen Beitrag zur politischen Diskussion und zeitgenössischen Kultur Lateinamerikas liefern. Das Publikum stimmt über die Kurzfilme in einem Wettbewerb ab, bei dem ein Preis zu gewinnen ist.

## Preisträger
| Nummer | Jahr | Titel                         | Regisseur               | Herkunftsland |
| ------ | ---- | ----------------------------- | ----------------------- | ------------- |
| 1      | 2009 | El empleo (2008)              | Santiago “Bou” Grasso   | Argentinien   |
| 2      | 2010 | Ao meu pai com carinho (2010) | Fausto Noro             | Brasilien     |
| 3      | 2011 | La mina de oro (2010)         | Jacques Bonnavent       | Mexiko        |
| 4      | 2012 | Lo que haría (2011)           | Natural Arpajou         | Argentinien   |
| 5      | 2013 | Qual queijo você quer? (2011) | Cintia Domit Bittar     | Brasilien     |
| 6      | 2014 | Lo indecible (2012)           | Carolina Astudillo      | Chile         |
| 7      | 2015 | Caifán (2014)                 | Lizzette Arguello Rocha | Mexiko        |
| 8      | 2016 | Error 404 (2016)              | Mariana Wainsteins      | Argentinien   |
| 9      | 2017 | Corp. (2016)                  | Pablo Polledri          | Argentinien   |
| 10     | 2018 | Entre voces (2018)            | Anaís Taracenas         | Guatemala     |
| 11     | 2019 | Mamartuile (2017)             | Alejandro Saevich       | Mexiko        |
| 12     | 2020 | Las mujeres invisibles        | Pablo Cruz Villalba     | Mexiko        |
| 13     | 2021 | El médium                     | Matías Marra            | Argentinien   |